# Carlo Trenca

Bandiera delle Città libere di Mentone e Roccabruna

Carlo Trenca, francesizzato in Charles Trenca (Mentone, 2 settembre 1801 – Mentone, 20 giugno 1853), è stato un politico monegasco.

## Biografia
Nato a Mentone quando era parte del Principato di Monaco, era figlio di un venditore di limoni che il re di Polonia aveva nominato barone e di Félicité Levamis, figlioccia di una principessa di Savoia. Studiò a Aix-en-Provence, Marsiglia e Torino.
Nominato da Onorato V di Monaco capitano nel 1828, accompagnò il governatore Villarei il 27 dicembre 1841 per gli omaggi di Florestano di Monaco al re di Sardegna Carlo Alberto.
Trenca divenne Cavaliere, oltre ad essere Commendatore dell'ordine Mauriziano; successivamente divenne sindaco di Mentone ed infine presidente delle Città libere di Mentone e Roccabruna nel 1848. Era rinomato per la sua onestà ed integrità morale, che mise al servizio dei suoi concittadini.
Operò attivamente per fare in modo che sia Mentone che Roccabruna venissero staccate dal Principato di Monaco e annesse al Regno di Sardegna: in teoria la cosa funzionò in parte, perché i Grimaldi rinunciarono alle due cittadine nel 1860 per farle passare, dopo gli accordi di Plombières, al Regno di Sardegna e poi alla Francia.
Il 3 dicembre 1821 sposò Enrietta di Monleone, figlia del sindaco di Mentone. Nel 1831 il Portogallo lo scelse come suo console a Mentone. Dal 1819 al 1847 occupò posti importanti nell'amministrazione monegasca. Inoltre comandò la Guardia Civica creata in occasione della formazione delle "Città libere di Mentone e Roccabruna" nel 1848.
A Mentone si può vedere una placca in lingua italiana in suo onore in place Clemenceau, messa il 4 giugno 1854 dal comune di Mentone:
Ermanno Amicucci nella sua opera "Nizza e l'Italia" definì Carlo Trenca promotore dell'irredentismo del Nizzardo italiano di Giuseppe Garibaldi, suo amico.

## Presidente delle Città libere di Mentone e Roccabruna
Carlo Trenca nel 1848 e 1849 fu Presidente delle Città libere di Mentone e Roccabruna, un piccolo territorio di 26,3 km² tra Montecarlo e Ventimiglia.
Il 2 marzo 1848 Mentone si dichiarò città libera (dal Principato di Monaco) con a capo Carlo Trenca come "Presidente". Il 21 marzo nacque ufficialmente l'unione delle Città libere di Mentone e Roccabruna, sotto protezione del Regno di Sardegna e con a capo il sindaco di Mentone, Carlo Trenca. Il 28 maggio il Presidente Carlo Trenca dichiarò decaduti i Grimaldi nelle due città.
Su ispirazione di Carlo Trenca, la bandiera adottata (sul modello delle repubbliche rivoluzionarie italiane) fu un tricolore verde-bianco-rosso con al centro un emblema costituito da due mani che si stringono, simbolo dell'unione tra le due città di Mentone e Roccabruna.
Nel giugno 1848 si verificò un plebiscito per l'annessione delle due città alla Contea di Nizza (Regno di Sardegna), che passò con 568 voti favorevoli, cioè tutta la popolazione che aveva diritto di voto. Dal 18 settembre 1848 lo Statuto albertino entrò in vigore temporaneamente al posto di quello monegasco.
Il 30 aprile 1849 Carlo Trenca si dimise dalla carica di Presidente e le due città passarono sotto la Contea di Nizza del Regno di Sardegna, ma sindaco di Mentone rimase Carlo Trenca.

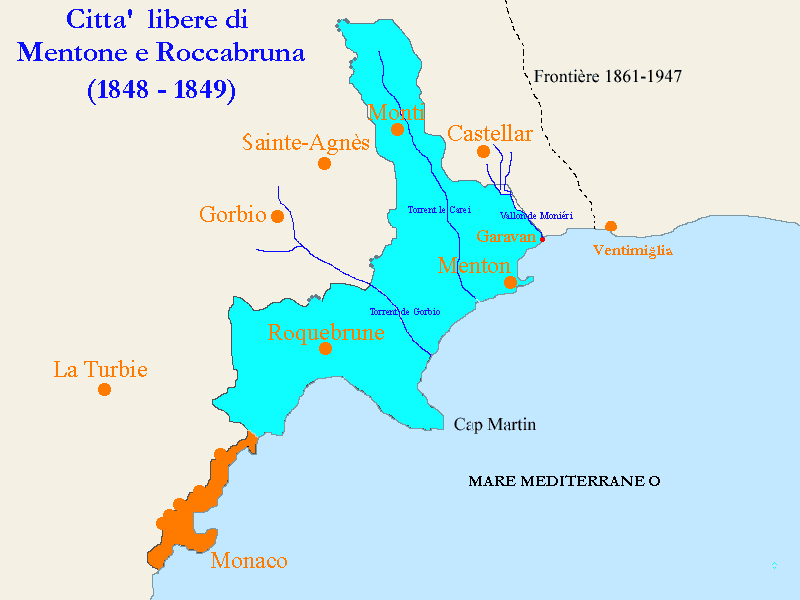
Mappa del territorio delle Città libere di Mentone e Roccabruna (1848 - 1849)